# Isaac Taïeb
Pour les articles homonymes, voir Taïeb.
Isaac Taïeb, né vers 1753 et décédé en 1830, est un rabbin tunisien qui a occupé la fonction de grand-rabbin de Tunisie.
Il succède à Élie Borgel en tant que grand-rabbin de la communauté tunisienne (Twânsa) et président du tribunal rabbinique.
Auteur d'une « œuvre immense » selon Jacques Taïeb, le plus important de ses quatre ouvrages est Erekh ha-Shulhan (1791-1891), signifiant Le Dresser de la Table, qui traite des lois et commente le Choulhan Aroukh en six volumes (dont quatre sont imprimés à Livourne en 1791, 1798, 1815 et 1844 et deux à Tunis en 1890 et 1891).
Il est l'oncle du rabbin Haï Taïeb Lo Met.